# Ponte Brolla
Ponte Brolla is een buurtschap in het kanton Ticino in het zuiden van Zwitserland. Het ligt in de gemeente Tegna, ten noordwesten van de stad Locarno, precies op het punt waar het Centovalli en het Maggiadal samenkomen.
Bij Ponte Brolla verlaat de rivier de Maggia het Maggiadal door een smalle rotsspleet met grillige rotsformaties en komt dan samen met de rivier de Melezza. Over de rotspleet ligt een 33 meter hoge Romeinse boogbrug (ponte), waaraan de buurtschap haar naam ontleent.
De rotswanden naast de brug zijn geliefd bij klifduikers.

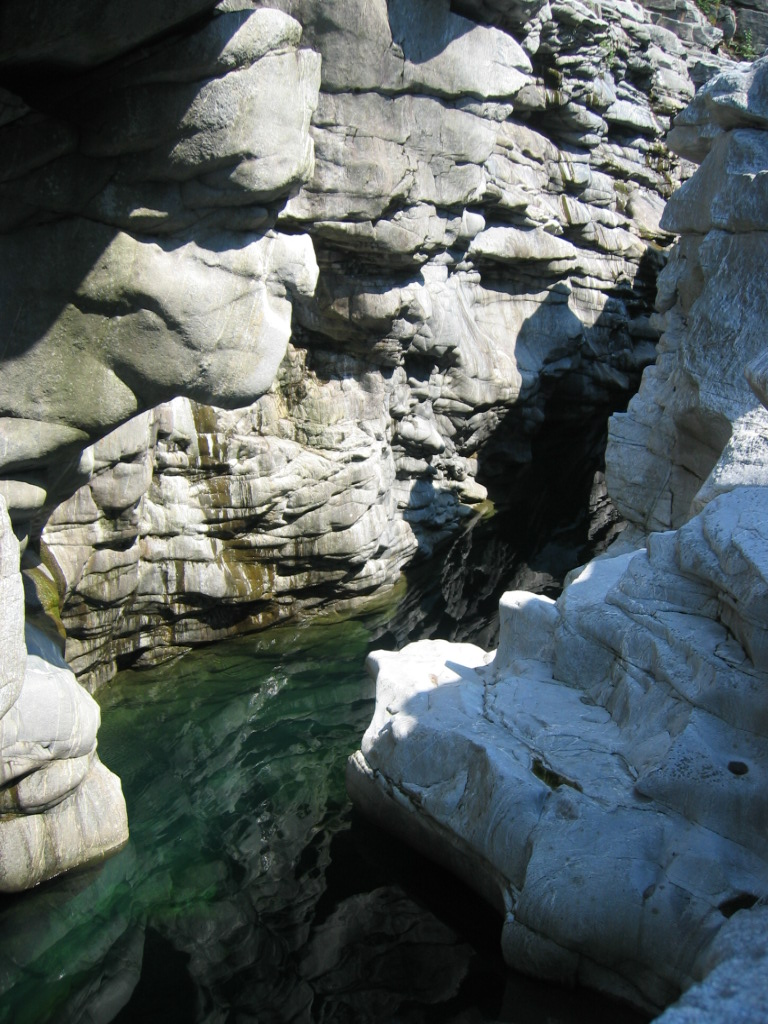
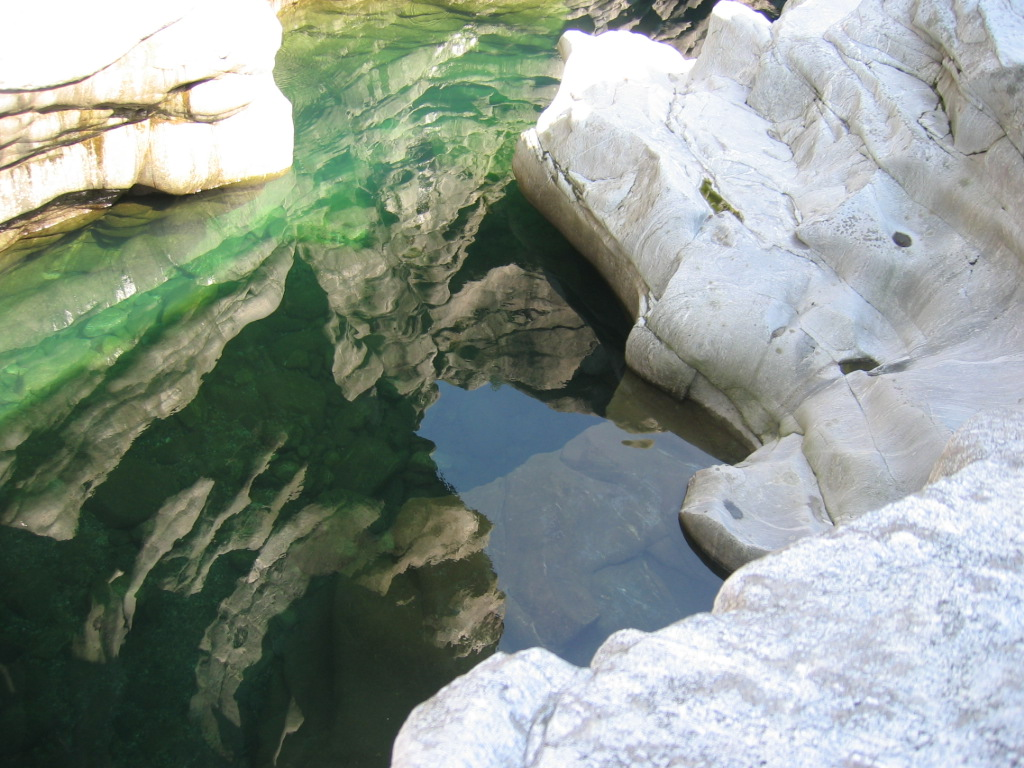
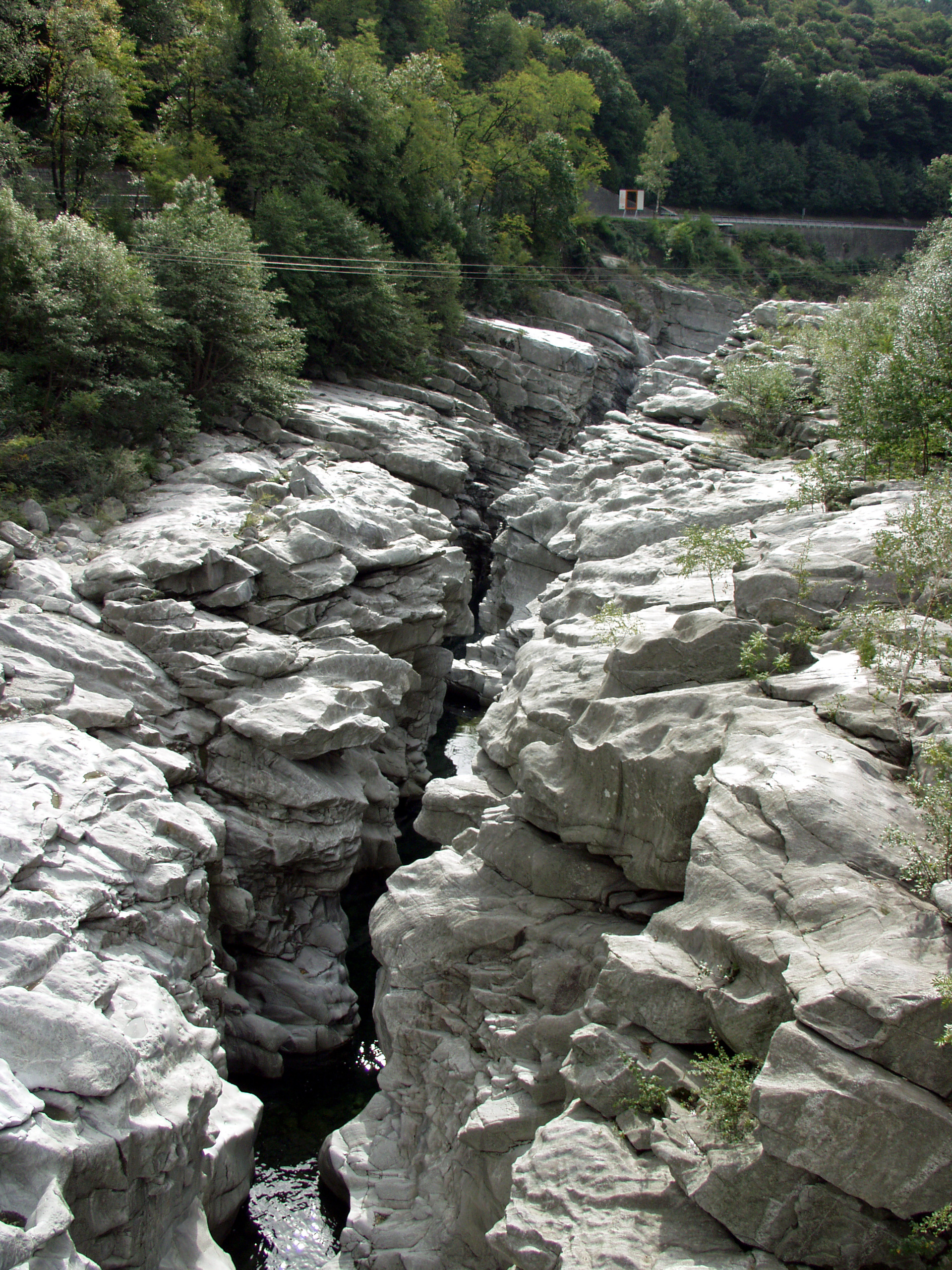
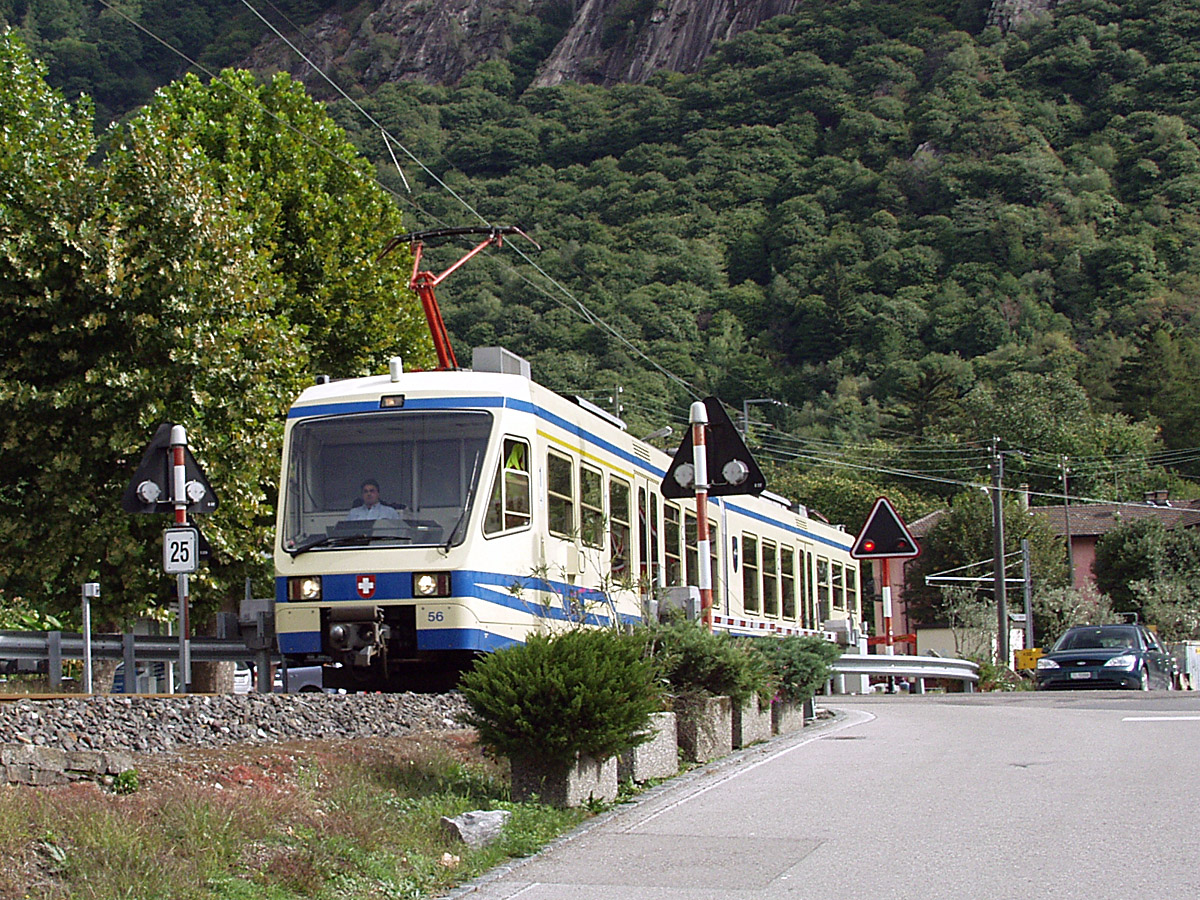
Centovallibahn in Ponte Brolla